# Козлов, Алексей Иванович (министр)
Алексе́й Ива́нович Козло́в (31 января (29 января?1911 года, Санкт-Петербург — 4 мая 1982 года, Москва) — советский государственный деятель, министр животноводства СССР (1946—1947), министр сельского хозяйства и заготовок СССР (1953), министр совхозов СССР (1953—1955).
Депутат Верховного Совета СССР 3 созыва.

## Биография
Родился в крестьянской семье.
Окончил Ленинградский институт молочного животноводства (1932) по специальности зоотехник.
В 1932—1933 гг. — зоотехник Ридерского мясосовхоза Семипалатинской области, Казахская АССР.
В 1933—1937 гг. — старший зоотехник,
в 1937—1938 гг. — директор мясомолочного совхоза «Торосово» Ленинградской области.
В 1938—1939 гг. — член коллегии наркомата совхозов РСФСР — начальник Главного управления мясосовхозов дальних районов.
В 1939—1940 гг. — заместитель наркома совхозов РСФСР.
В 1940—1946 гг. — заместитель заведующего Сельскохозяйственным отделом ЦК ВКП(б).
В 1946—1947 гг. — министр животноводства СССР.
В 1947—1948 гг. — заместитель министра сельского хозяйства СССР.
В 1948—1953 гг. — заведующий Сельскохозяйственным отделом ЦК ВКП(б).
С марта по сентябрь 1953 г. министр сельского хозяйства и заготовок СССР (объединённого министерства сельского хозяйства, образованного после смерти Сталина).
Материалы его записки «О недостатках в сельском хозяйстве и мерах по улучшению дел в колхозах и совхозах», посланной 13 июля 1953 г. Н. С. Хрущёву для внесения в правительство, легли в основу доклада последнего на сентябрьском (1953) Пленуме ЦК КПСС и в принятые Пленумом решения, которые указывают как «оказавшие значительное влияние на развитие сельского хозяйства СССР».
Как пишет сын Н. С. Хрущёва Сергей Хрущёв в своей работе «Никита Хрущёв. Реформатор», после войны Сталин, «разочаровавшись в А. А. Андрееве» (бывшем до 1946 года завотделом с/х ЦК партии), поручил Маленкову заниматься делами сельского хозяйства: «Маленков села не знал, крестьянское дело не любил и переложил заботы на плечи заведующего отделом ЦК Козлова». Козлов вёл за него с/х-во, готовил за него сельскохозяйственный раздел доклада XIX съезду партии. «Неудивительно, что после смерти Сталина Маленков предложил Берии сделать Козлова министром сельского хозяйства», — пишет Сергей Хрущёв. В то же время Сергей Хрущёв касается вопроса и об участии Козлова в работе над докладом Н. С. Хрущёва для сентябрьского (1953) Пленума ЦК КПСС, которое отрицает: «Отец никогда не испытывал приязни к Козлову и в группу, работавшую над докладом, его не включил».
После сентябрьского (1953) Пленума было вновь образовано Министерство совхозов, которое возглавил Козлов.
В 1953—1955 гг. — министр совхозов СССР. Был освобождён от должности «как не справляющийся с работой» и отправлен на целину директором совхоза.
В 1955—1960 гг. — директор Чистовского совхоза Северо-Казахстанской области.
В 1960—1961 гг. — министр совхозов Казахстана.
В 1961—1962 гг. — начальник Целиноградского краевого управления совхозов.
в 1962—1964 гг. — первый заместитель председателя Целиноградского крайисполкома.
В 1964—1968 гг. — первый заместитель председателя Смоленского облисполкома.
В 1968—1977 гг. — заместитель председателя правления Всероссийского объединения межколхозных строительных организаций.
Член ВКП(б) с 1939 г. Кандидат в члены ЦК КПСС в 1952—1955 гг. Постановлением Пленума ЦК КПСС 25-31 января 1955 г. выведен из кандидатов в члены ЦК КПСС за плохую работу, за вред, нанесенный им, будучи заведующим Сельскохозяйственным отделом ЦК КПСС.
С 1977 г. на пенсии.

## Награды и звания
- два ордена Ленина (06.11.1945; 25.12.1959
- орден Отечественной войны 1-й степени
- Два ордена Трудового Красного Знамени
- медали